# Odakyū
La Odakyu Electric Railway Co., Ltd. (小田急電鉄株式会社, Odakyū Dentetsu Kabushiki-gaisha), communément appelée Odakyu, est une compagnie ferroviaire privée qui exploite des lignes ferroviaires dans l'ouest de Tokyo au Japon.
La compagnie Odakyu appartient au Groupe Odakyu, qui comprend 100 compagnies (au 1er août 2017) dont le chemin de fer électrique d'Enoshima, Hakone Tozan Railway, les bus Odakyu, les grands magasins Odakyu et l'hôtel Hyatt Regency Tokyo.

## Histoire
L’histoire de la compagnie Odakyu débute avec l’ouverture de la ligne Odawara entre Shinjuku et Odawara le 1er avril 1927.
Le nom initial de la compagnie était le Chemin de fer express d’Odawara (小田原急行鉄道株式会社, Odawara Kyūkō Tetsudō Kabushiki-gaisha), abrégé Odawara Express (Odawara Kyūkō) puis simplement Odakyu. Cette dernière appellation devint le nom officiel de la compagnie en mars 1941.
Le 1er avril 1929, la compagnie ouvrit une deuxième ligne, la ligne Enoshima.
Le 1er mai 1942, Odakyu fut absorbée par la compagnie Tōkyū qui contrôlait alors l’ensemble du réseau ferroviaire privé du sud et de l’ouest de Tokyo. Odakyu regagna son indépendance le 1er juin 1948 et obtint une grande partie du réseau Hakone Tozan.
En 1974, Odakyu compléta son réseau avec la ligne Tama pour desservir la ville nouvelle de Tama.

## Lignes
Le réseau se compose de 3 lignes qui s'articulent autour de la ligne Odawara.
| Symbole | Ligne          | Nom japonais | Terminus                     | Longueur (km) | Gares |
| ------- | -------------- | ------------ | ---------------------------- | ------------- | ----- |
|         | Ligne Odawara  | 小田原線     | Shinjuku - Odawara           | 82,5          | 47    |
|         | Ligne Enoshima | 江ノ島線     | Sagami-Ōno - Katase-Enoshima | 27,4          | 17    |
|         | Ligne Tama     | 多摩線       | Shin-Yurigaoka - Karakida    | 10,6          | 8     |

- À la gare de Yoyogi-Uehara, certains trains continuent sur la ligne Chiyoda puis sur la ligne Jōban.
- À la gare d'Odawara, certains trains continuent sur la ligne Hakone Tozan.
- À la gare de Shin-Matsuda, certains trains continuent sur la ligne Gotemba de la JR Central jusqu'à la gare de Gotemba.

|  |

## Matériel roulant

### Romancecar
Les trains Romancecar assurent les services express touristiques vers Hakone, Gotenba, Numazu et Enoshima.

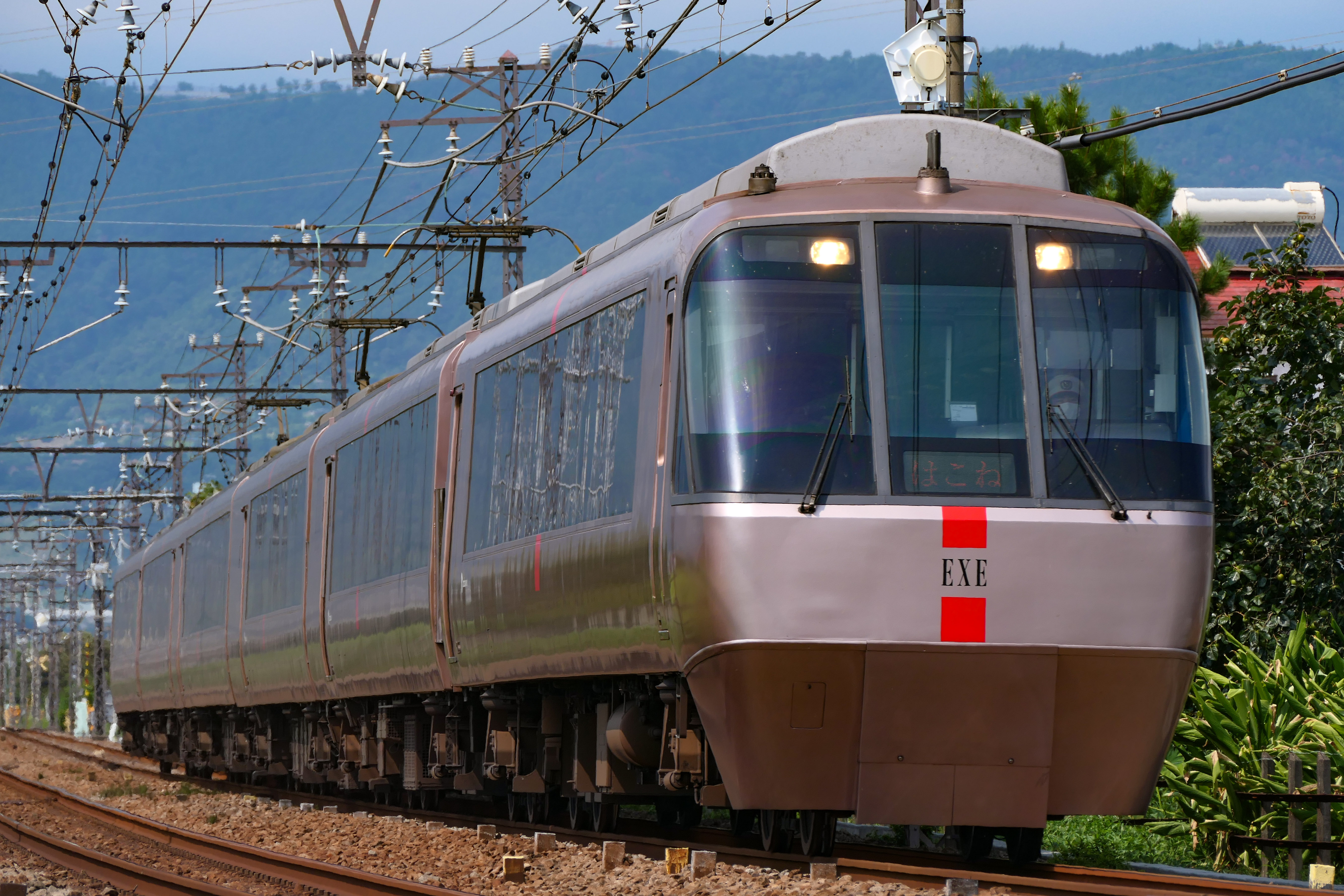
Série 30000 EXE
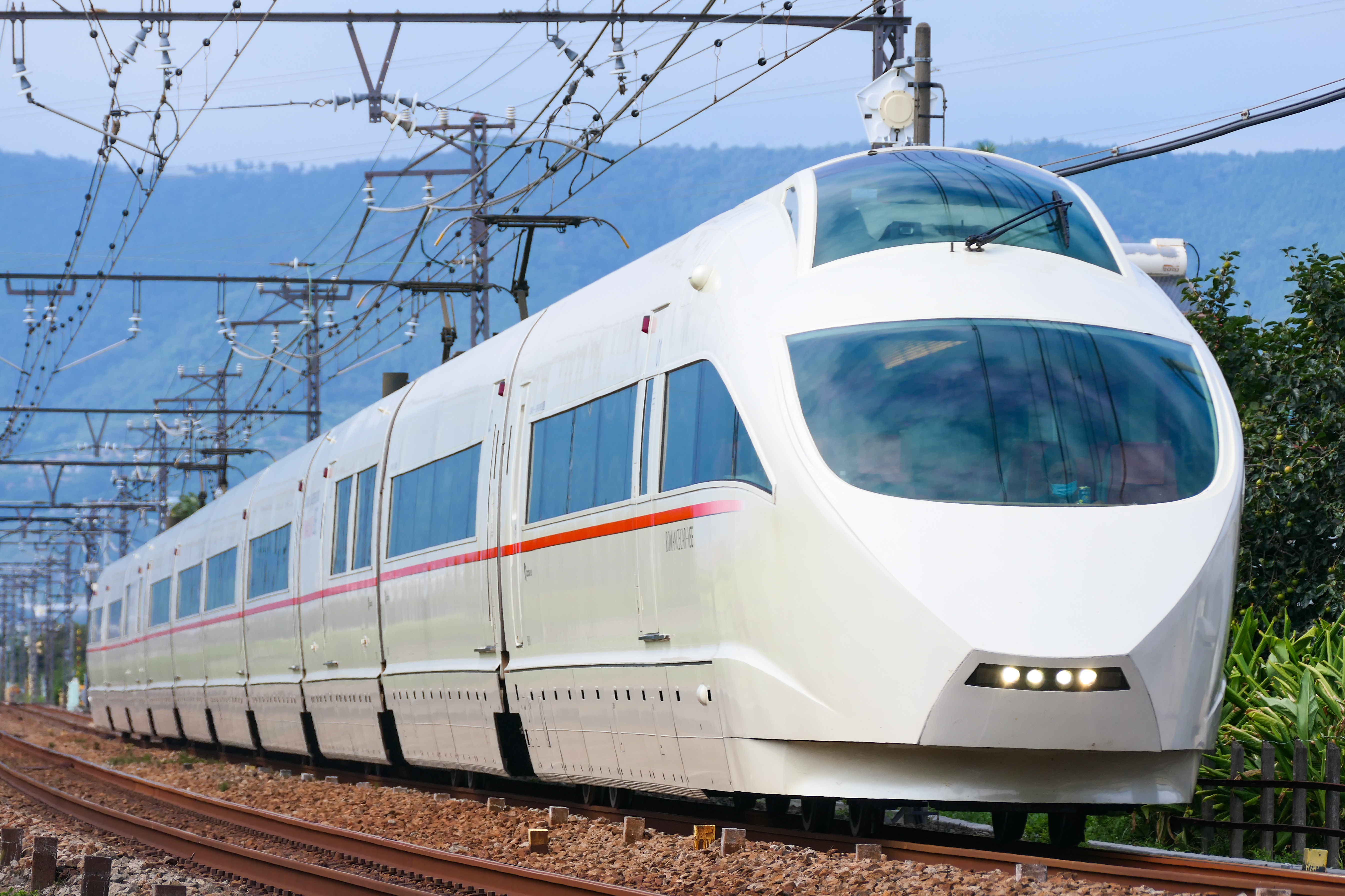
Série 50000 VSE
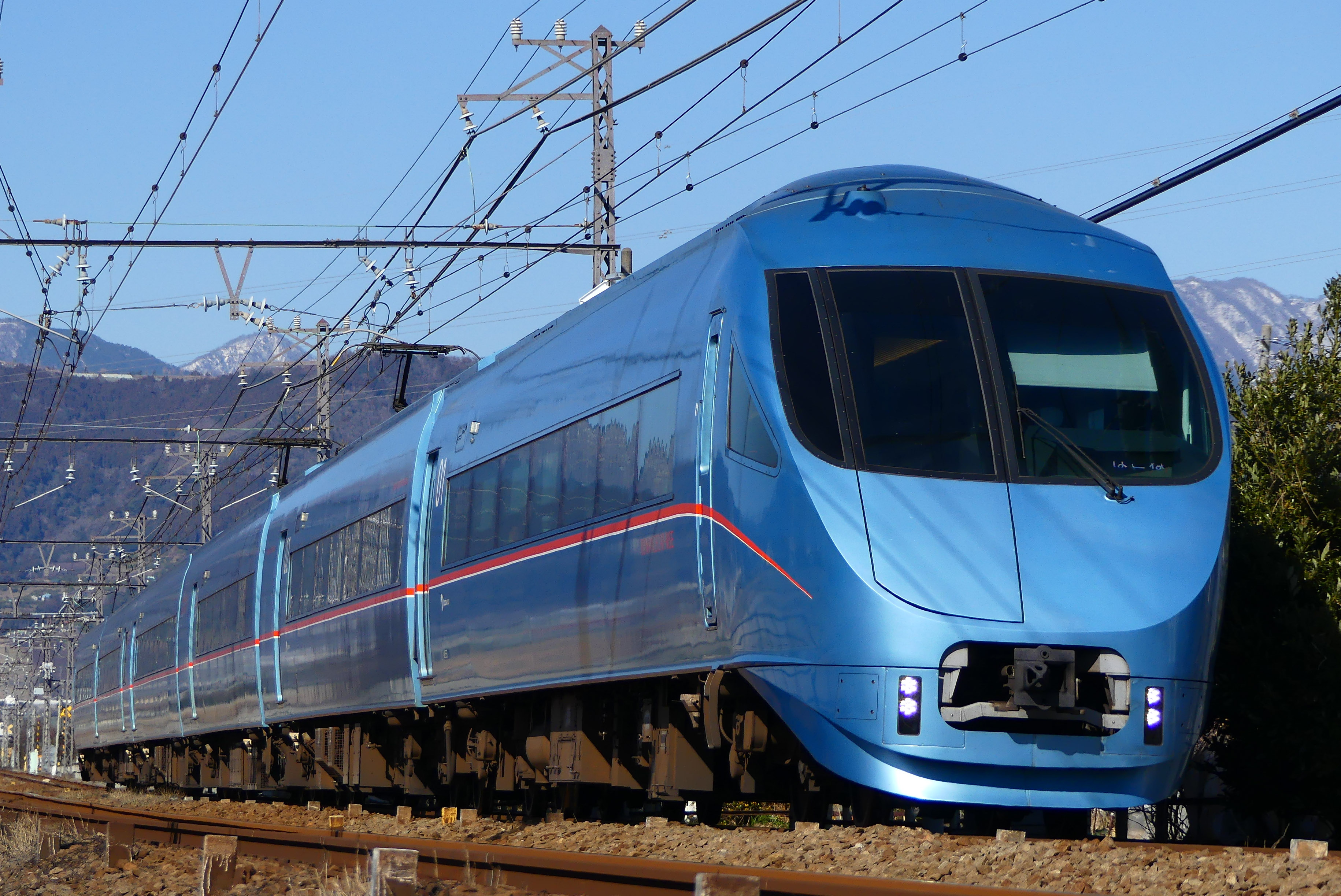
Série 60000 MSE
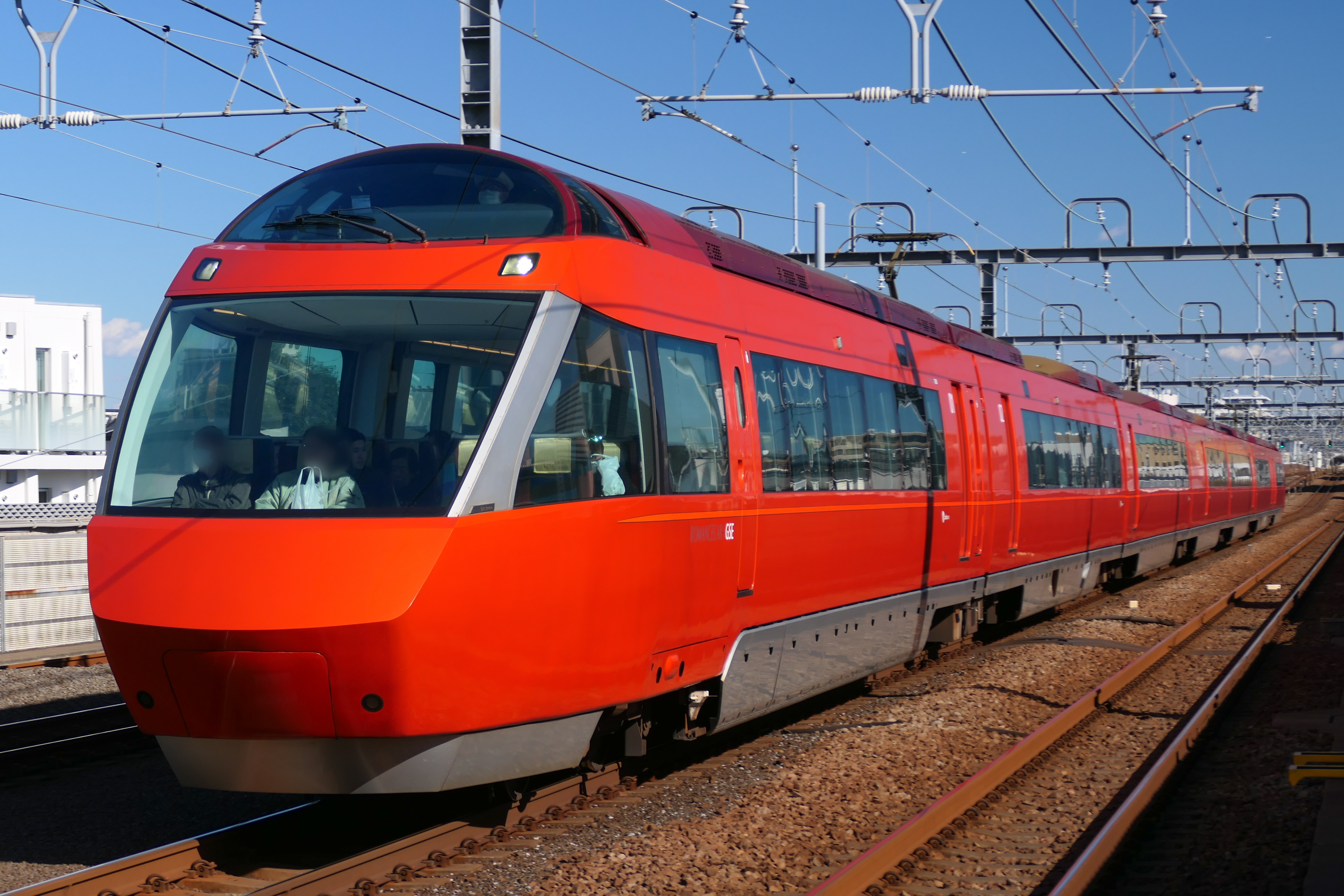
Série 70000 GSE

### Trains de banlieue

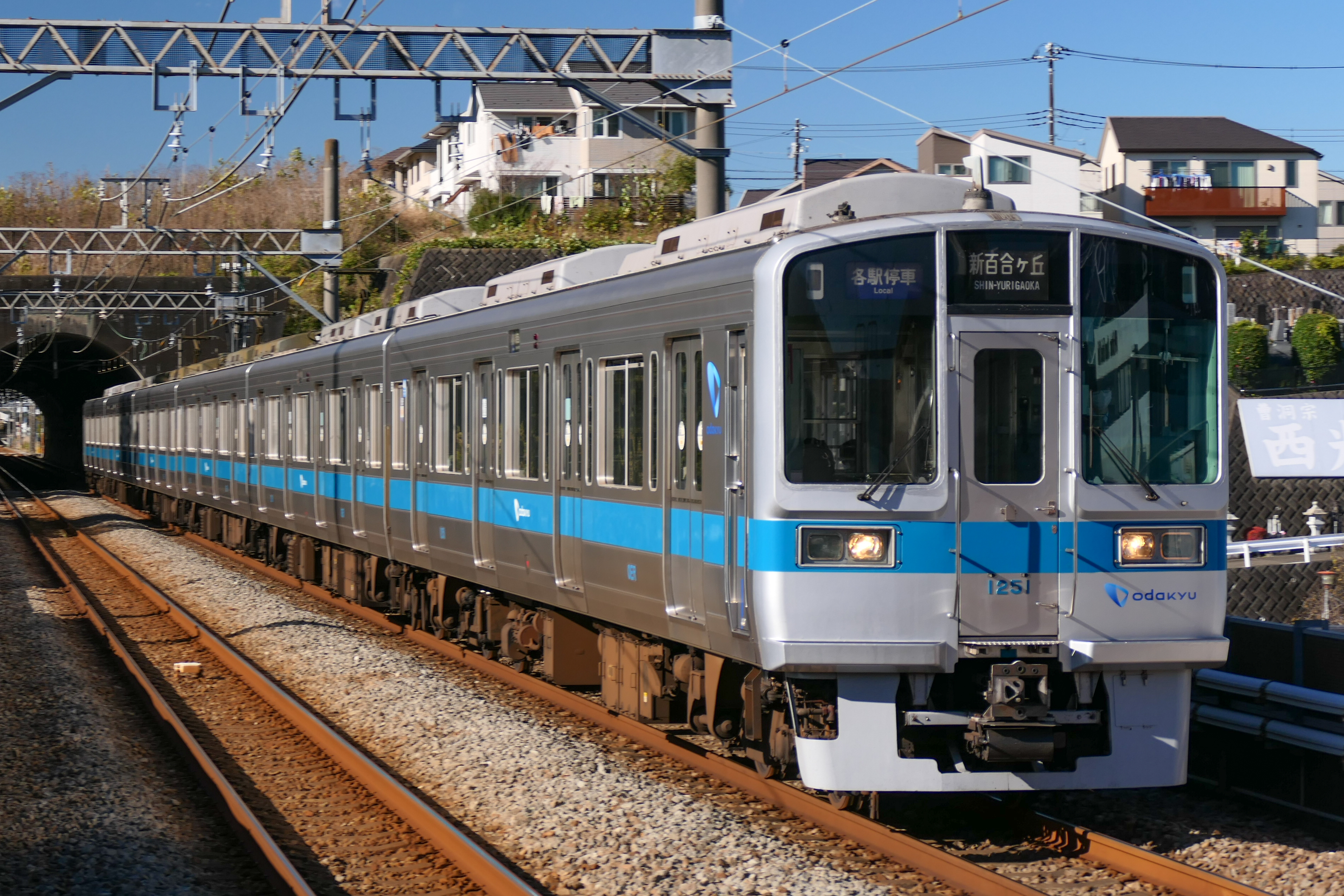
Série 1000
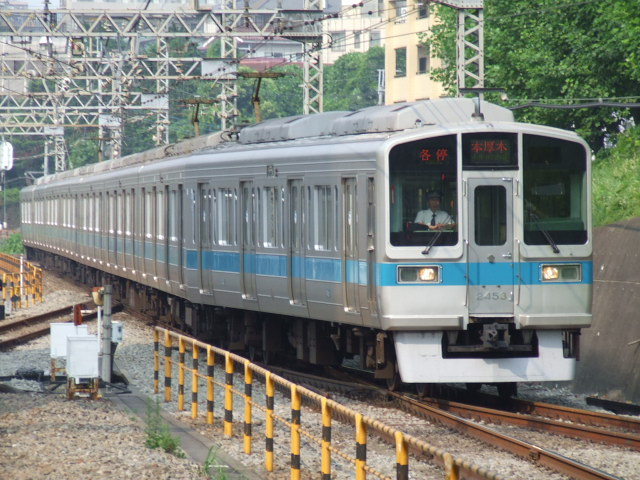
Série 2000 (ja)
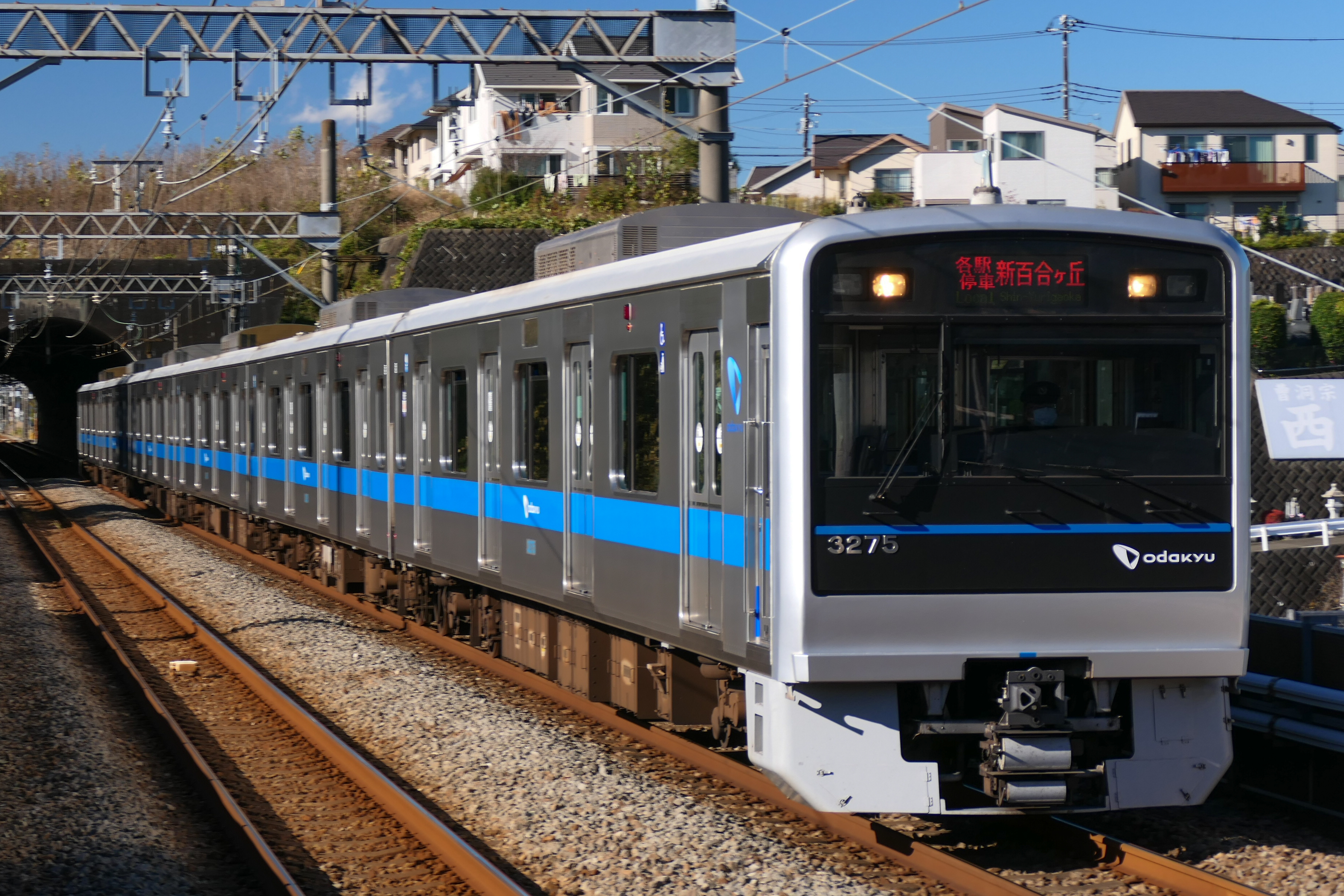
Série 3000
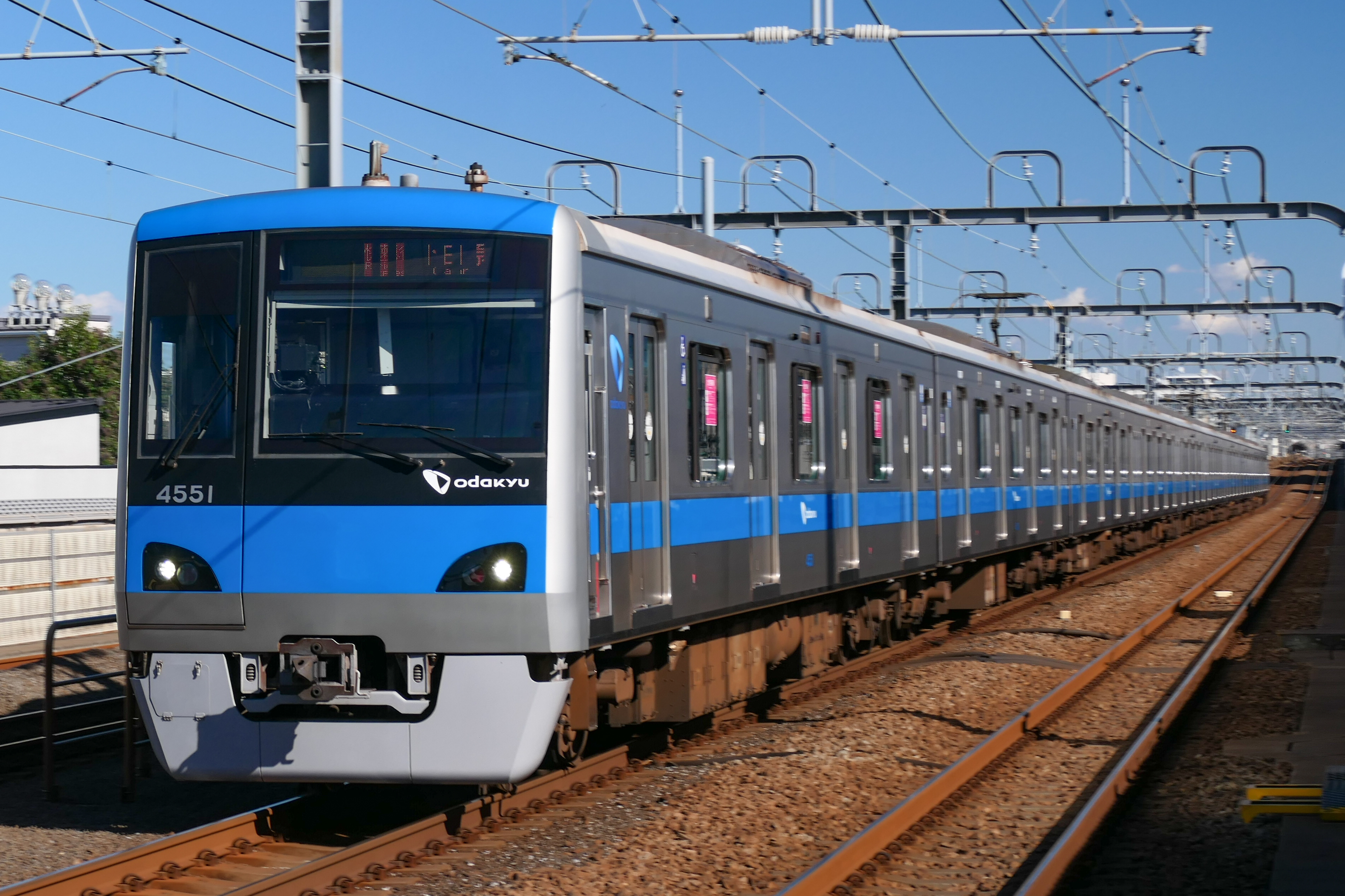
Série 4000
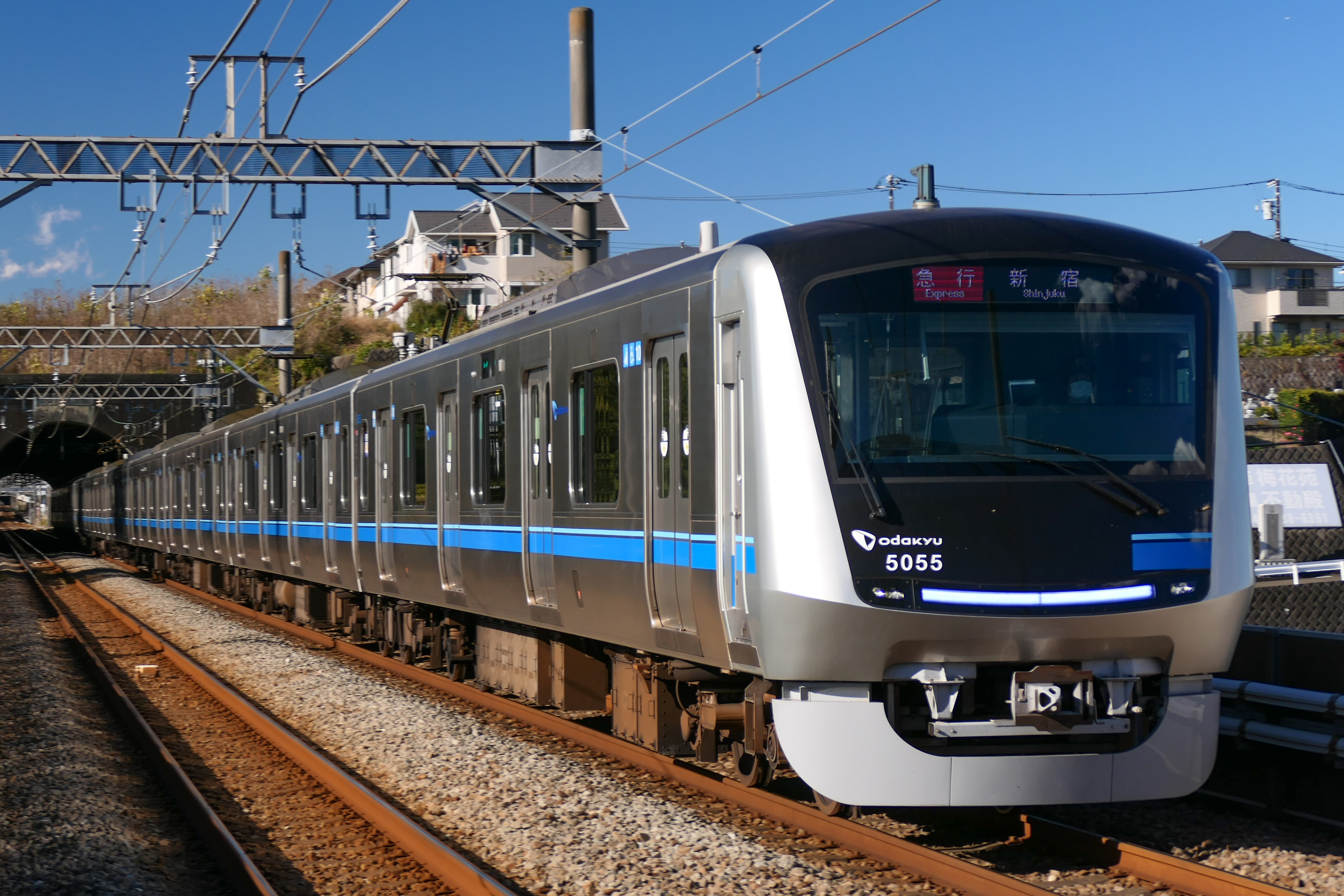
Série 5000
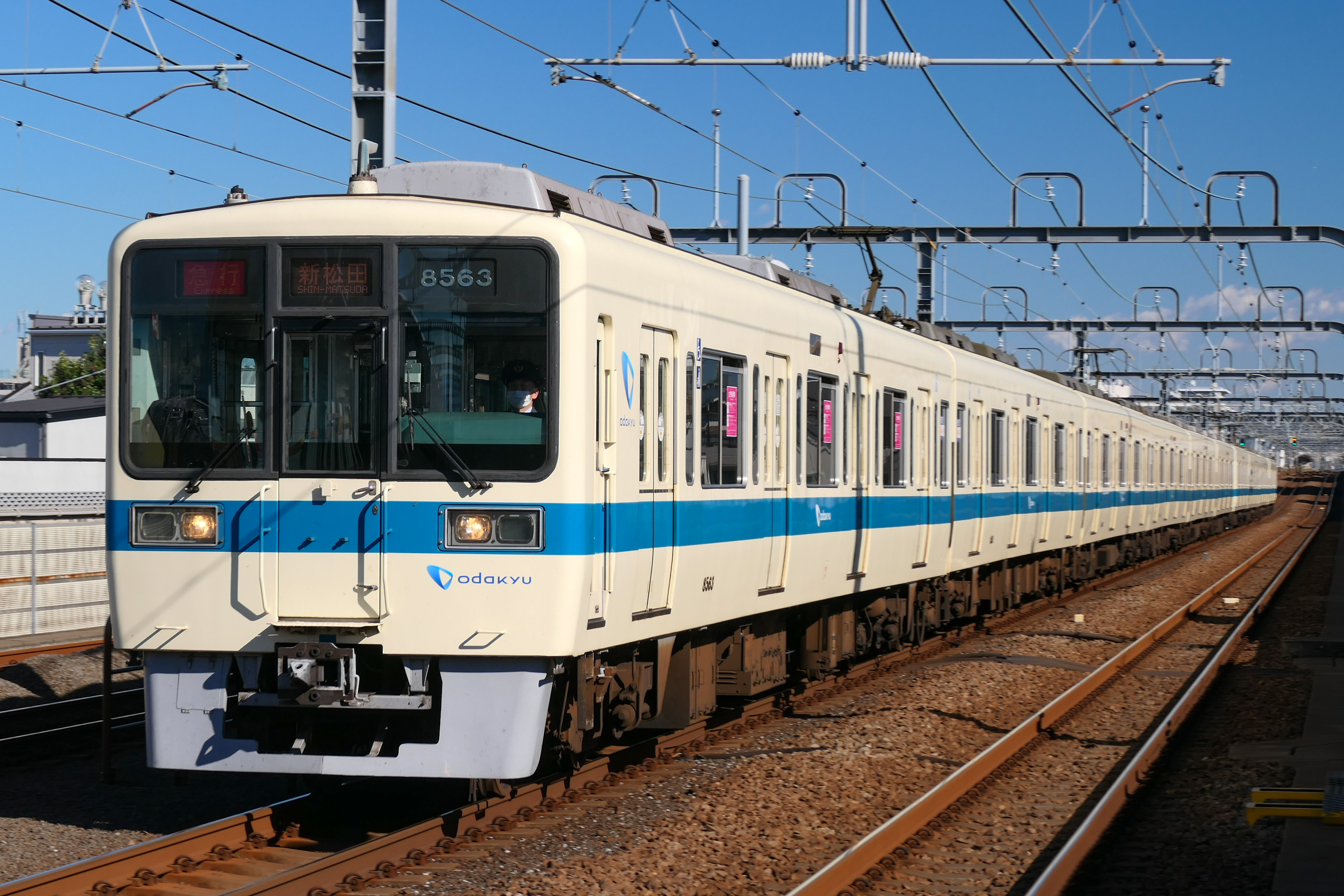
Série 8000

## Divers
La compagnie possède un musée, le Romancecar Museum.